# BCL7A
BCL7A‏ (BCL tumor suppressor 7A) هوَ بروتين يُشَفر بواسطة جين BCL7A في الإنسان.